# La Venta (Mexique)
Pour les articles homonymes, voir La Venta.

Le site de La Venta est situé dans la « zone métropolitaine olmèque ».

La Venta est un site olmèque, situé dans une plaine alluviale sur une île ancienne qui surplombe l'ancien cours de la rivière Palma, dans l'État mexicain de Tabasco, à une quinzaine de kilomètres du golfe du Mexique. Comme tous les autres sites de cette civilisation, son nom olmèque nous est inconnu. Il date de l'époque préclassique traditionnelle ou de l'Époque I selon Duverger. La datation au carbone 14 lors des fouilles de 1955 a donné une fourchette qui va de 1000 à 600 av. J.-C.. Des restes de charbon de bois sur la Grande Pyramide fournissent une date de 394 ± 36 ans av. J.-C. Le site a sans doute été abandonné peu après 400 av. J.-C.

## Histoire des fouilles
En 1925, le Danois Frans Blom, de l'Université Tulane, et l'ethnographe Oliver La Farge, qui exploraient le sud-est du Mexique, atteignirent une île entourée de marécages. Ils découvrirent plusieurs monuments, entre autres la deuxième tête colossale connue. Comme l'existence de la civilisation olmèque n'était pas encore connue, ils les attribuèrent aux Mayas. L'olmécologie ne se développa que dans les années 1930. Matthew Stirling commença à fouiller le site et y découvrit de nombreux autres monuments. Les fouilles du complexe A par l'Université de Berkeley, en 1955, ont confirmé l'ancienneté du site. 
On y a aussi trouvé des gisements de pétrole. La compagnie pétrolière mexicaine PEMEX est responsable de nombreux dommages causés au site. Le poète Carlos Pellicer Camara a sauvé les plus belles sculptures en créant un parc archéologique à Villahermosa, où elles ont été transportées. Grâce aux efforts de l'INAH (Instituto Nacional de Antropologia e Historia), l'État de Tabasco a finalement acheté une centaine d'hectares du site en 1986 et en a fait une zone archéologique protégée. Les originaux des monuments ont été remplacés par des moulages. Les dernières fouilles datent de la fin de l'année 2007 et du début de 2008 avec la découverte du site archéologique de Las Choapas.

## Description du site

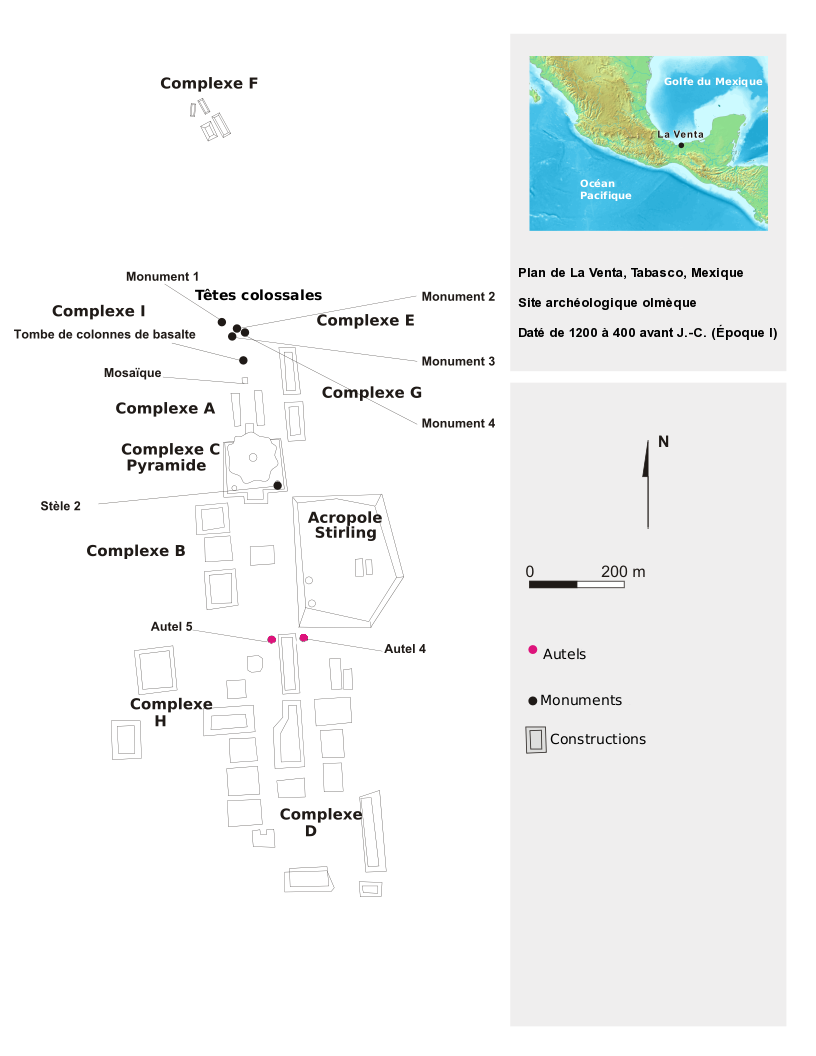
Carte du site.

Le site est parsemé de tumuli, qui forment des ensembles appelés « complexes », désignés par les lettres A à I. Ils forment un ensemble cérémoniel avec, outre les tumuli, les sculptures et les offrandes cachées qui en font partie intégrante. Faute de fouilles, il est impossible de savoir si des bâtiments occupaient les sommets des tumuli. Une des hypothèses est que les tumuli étaient le théâtre de cérémonies qu'on pouvait observer des cours en contrebas. 
La plupart des tumuli de la partie nord ont été détruits lors de l'exploitation du gisement pétrolier. Deux groupes de sculptures, dont quatre têtes colossales, sont tout ce qu'il en reste.
Les ensembles les plus importants sont les complexes A, B, C et l'« acropole Stirling ». Le complexe C, formé de cinq tumuli, est connu sous le nom de « Grande Pyramide ». Il est haut de trente mètres et contient près de 100 000 m3 de terre. Une terrasse de terre couvre le bas des parties ouest, est et sud. On croyait qu'il était rectangulaire jusqu'à ce qu'il soit dégagé de la végétation qui le couvrait. Il s'agit en fait d'un cône sans terrasse, creusé de sillons.
| Images du site archéologique de La Venta |             |          |                             |                                              |                                 |              |
|                                          |             |          |                             |                                              |                                 |              |
| Monuments 2 et 3 dans le Complexe A.     | Monument 4. | Stèle 1. | Reproduction de la Stèle 5. | Reproduction d'une stèle dans le Complexe C. | Reproduction du Monument 25-26. | Monument 13. |

Au pied de la pyramide, du côté sud, se trouvaient six stèles. L'une d'entre elles, la Stèle 5, représente trois personnages observés par un quatrième au-dessus d'eux. Non loin se trouvaient deux monuments (les « autels » 4 et 5), qu'on considère généralement comme des trônes destinés au souverain. Ils représentent chacun un être humain dans une niche. L'un d'eux tient un bébé. Au sud de la pyramide, une grande esplanade aurait permis à plusieurs milliers de personnes d'assister à des cérémonies. À droite se trouve une grande terrasse appelée l'« acropole Stirling ».

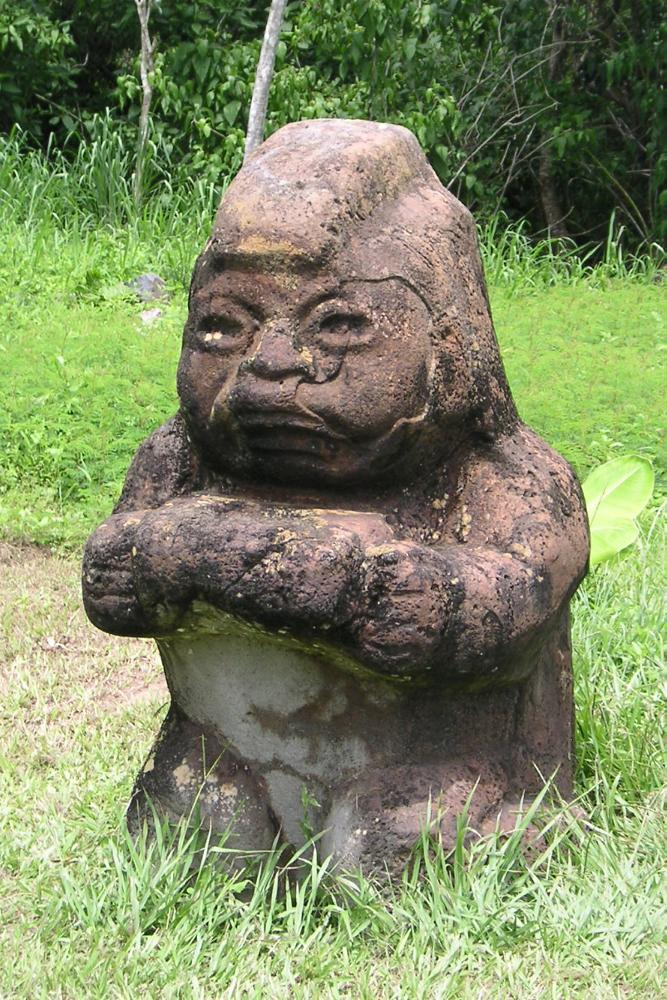
« La Abuelita ».

Le complexe A, au nord de la grande Pyramide, est la partie la plus curieuse du site. Il est composé de deux cours entourées de tumuli. L'endroit se distingue par l'utilisation massive d'argile et de sables de couleurs différentes pour construire les soubassements. Aux éléments visibles en surface correspondent des éléments souterrains : tombes et offrandes massives forment un ensemble complexe. En surface se trouvaient deux des monuments les plus célèbres de l'art olmèque. L'« Ambassadeur » représente un personnage qui tient une espèce de drapeau. Il est accompagné de quatre glyphes qui comptent parmi les plus anciens de la Mésoamérique. L'un de ces glyphes représente une trace de pied, qui signifie « marcher » chez les Aztèques. L'autre est connu sous le nom de La Abuelita (« grand-mère ») et représente une créature humaine tenant un bol.
Le complexe A comportait cinq tombes, accompagnées d'offrandes. Les deux plus remarquables sont les tombes A et B. Les murs et le toit de la tombe A étaient formés de colonnes de basalte.

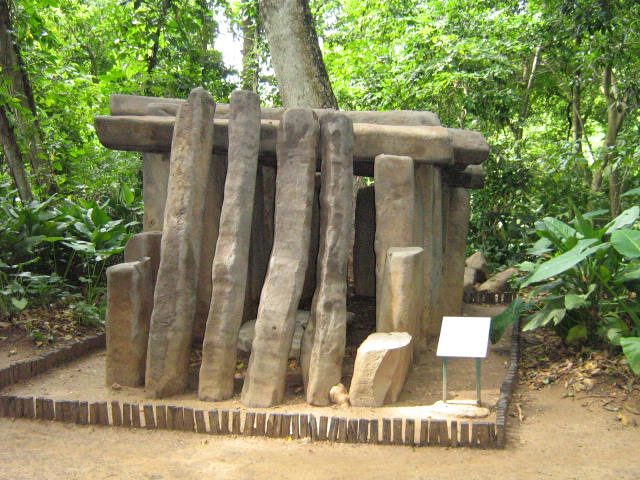
Tombe A de La Venta.

On pense qu'elle contenait deux corps. Cependant, le sol acide n'est pas favorable à la conservation de restes humains. Tel qu'il est présenté actuellement à ciel ouvert dans le parc archéologique, cet ensemble ne donne certainement plus aucune idée de sa signification dans l'ensemble souterrain du complexe A. La tombe B, située à peu de distance de la précédente, était constituée d'un sarcophage de grès décoré d'une représentation de were-jaguar. 
Les autres éléments souterrains sont des « caches » qu'on qualifie d'« offrandes », de « pavements » ou de « mosaïques » lorsque ces pavements forment un motif. On a retrouvé cinq « offrandes massives » : de grandes fosses creusées au travers des sols existants. La plus célèbre est l'offrande massive 1. Au fond de la fosse se trouvent vingt-huit couches de blocs de serpentine, une matière semi-précieuse, pesant plus de 1 000 tonnes. 

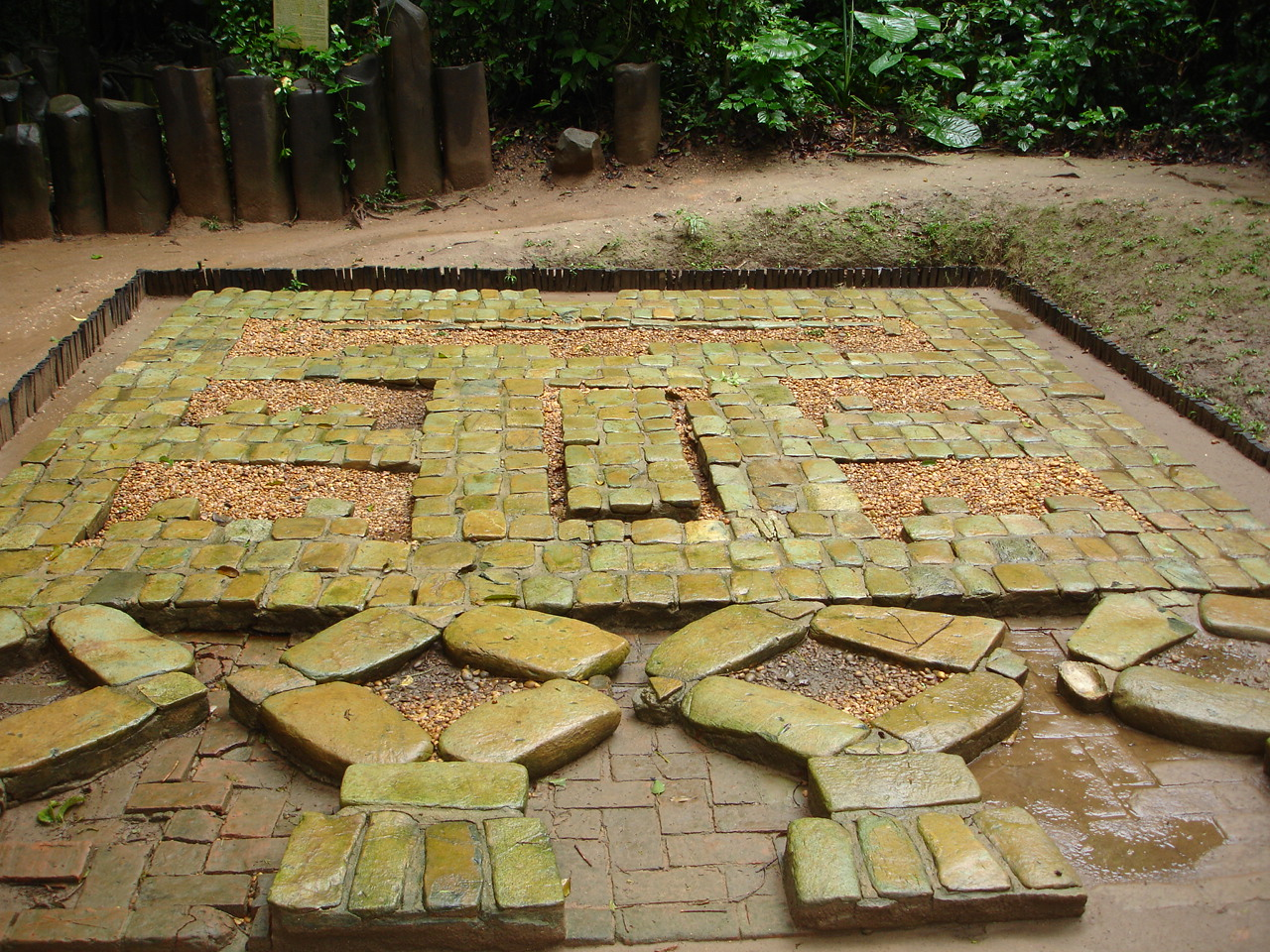
Mosaïque de La Venta.

Immédiatement au-dessus, se trouvait la mosaïque 3 qui a fait l'objet de nombreuses discussions. On ne sait en fait pas ce qu'elle représente, ni même dans quel sens il faut la regarder. Jacques Soustelle a émis l'opinion qu'il s'agissait du « masque stylisé d'un jaguar à la tête couronnée de quatre ornements en forme de losanges ». L'opinion la plus communément admise est toujours qu'il s'agit d'une représentation de were-jaguar, mais qu'il faut inverser le sens de la composition : les losanges se trouvent vers le bas. Le front de la créature présente la fente en V caractéristique de nombreuses représentations olmèques. Mais pourquoi aurait-elle quatre yeux ? 
Selon Caterina Magni, il ne s'agit pas d'une image figurative mais d'un code graphique abstrait évoquant, entre autres, le glyphe « quatre points et une barre » significatif de la division quadripartite de la terre. 

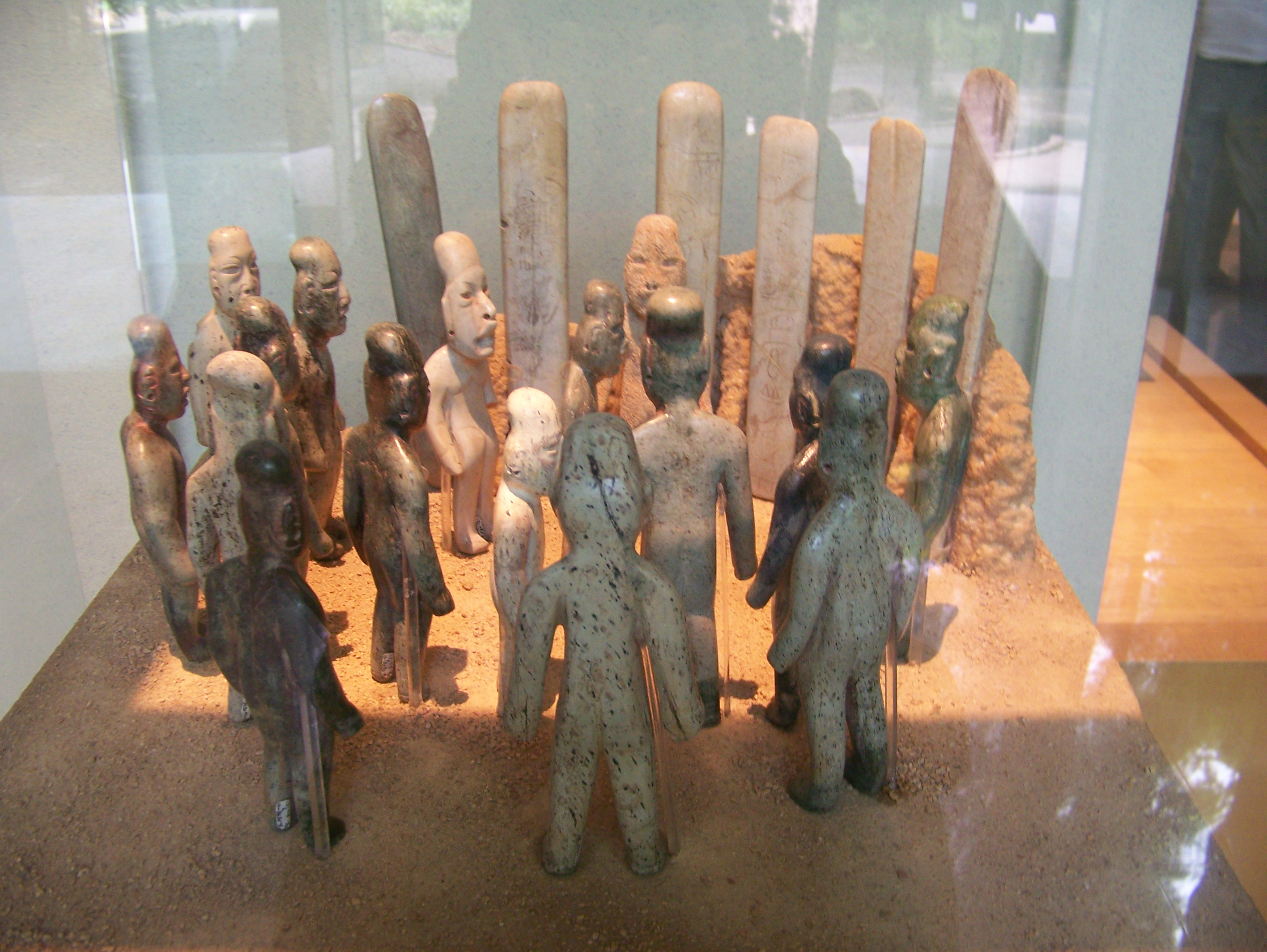
Offrande 4 formée de 16 statuettes et six haches.

La « petite offrande » la plus connue pourrait constituer une scène religieuse. Au fond d'une fosse étroite avaient été disposées en position verticale seize statuettes humaines et six haches (en anglais celts) disposées comme des stèles en arrière-plan. Si quatorze des personnages sont en serpentine, les spécialistes ne sont pas d'accord sur lequel des deux derniers personnages joue le rôle principal, celui en jadéite ou celui en basalte. Les Olmèques avaient une prédilection pour des matériaux comme la jadéite ou la serpentine. Ces quelques exemples donnent une idée de l'interprétation problématique des découvertes.
L'incroyable complexité du site, même dans son état défiguré actuel, incline à penser qu'il s'agit d'un paysage sacré, qui constitue une « interface » entre le mode humain et le monde surnaturel. Cette idée est d'autant plus séduisante que le déchiffrement de l'écriture maya permet maintenant de mieux comprendre cette fonction du centre cérémoniel dans les civilisations mésoaméricaines. L'importance colossale de ces travaux non-utilitaires, la nature des matériaux, qui viennent tous de loin, impliquent une coordination qui n'est possible que dans une société hiérarchiquement organisée.
Le site de la Venta est orienté nord-sud, comme ceux de San Lorenzo ou de Chalcatzingo. On a donc toutes les raisons de penser que cette orientation est intentionnelle, d'autant plus qu'elle présente un décalage de 8° ouest, de sorte que le site est en alignement avec une montagne située à une centaine de kilomètres au sud de La Venta, et qui est visible du sommet de la « grande pyramide ». La pyramide elle-même semble diviser le centre de La Venta en deux zones. Dans la partie sud, « publique », où étaient situés la plupart des trônes (« autels »), auraient eu lieu des rituels accessibles à l'ensemble de la population. La partie située au nord de la pyramide, où se trouvent les structures souterraines, n'aurait été accessible qu'aux dirigeants, qui y entraient en contact avec leurs ancêtres et le monde surnaturel. En l'absence de documents écrits il ne s'agit toujours que d'hypothèses.
L'abandon de La Venta, ainsi que des villages environnants date de plus ou moins 400 av. J.-C. Les théories les plus récentes y voient la conséquence de mouvements tectoniques qui auraient modifié le cours des rivières.

## Musée de site de La Venta, Galerie d'images

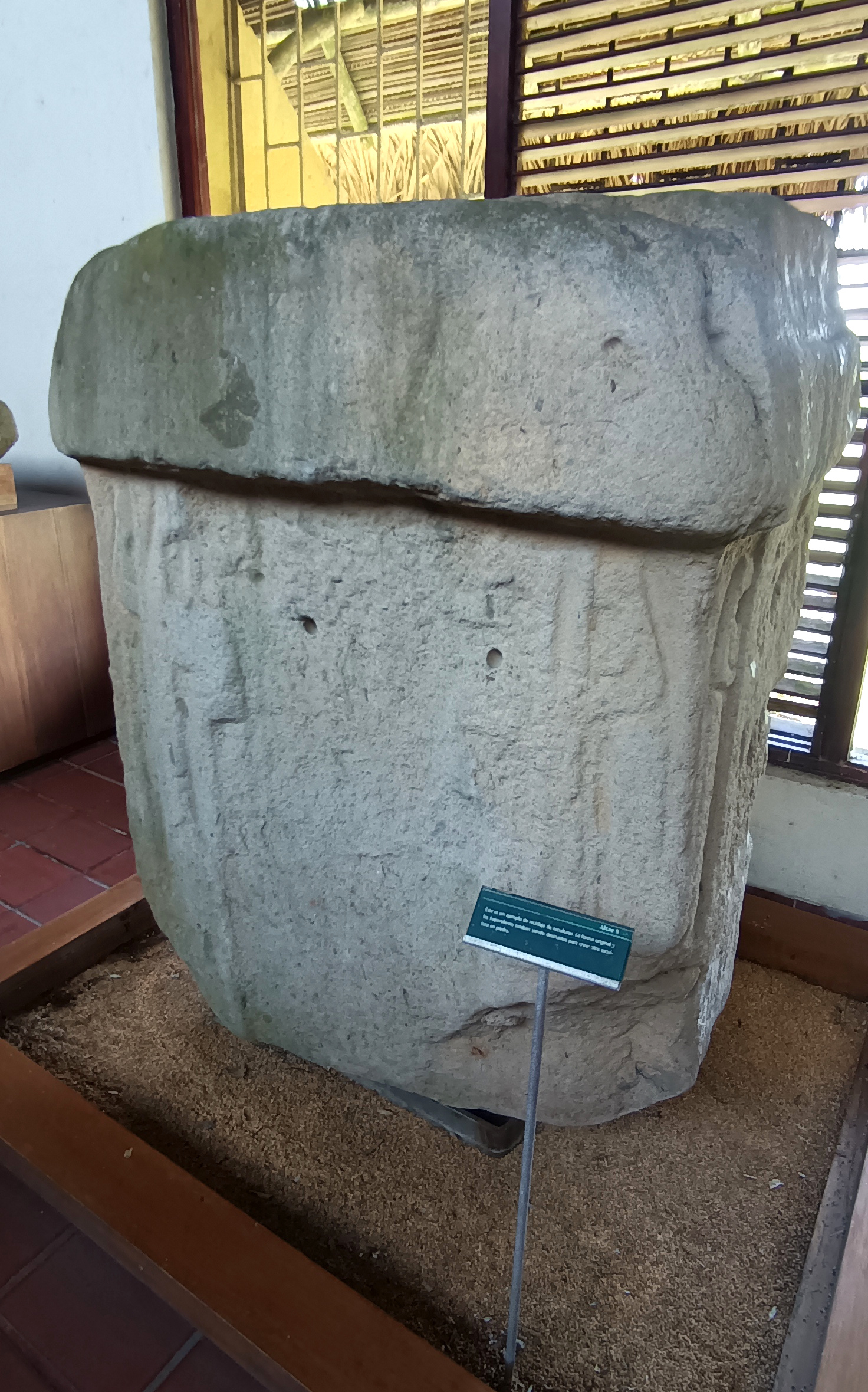
Autel 8
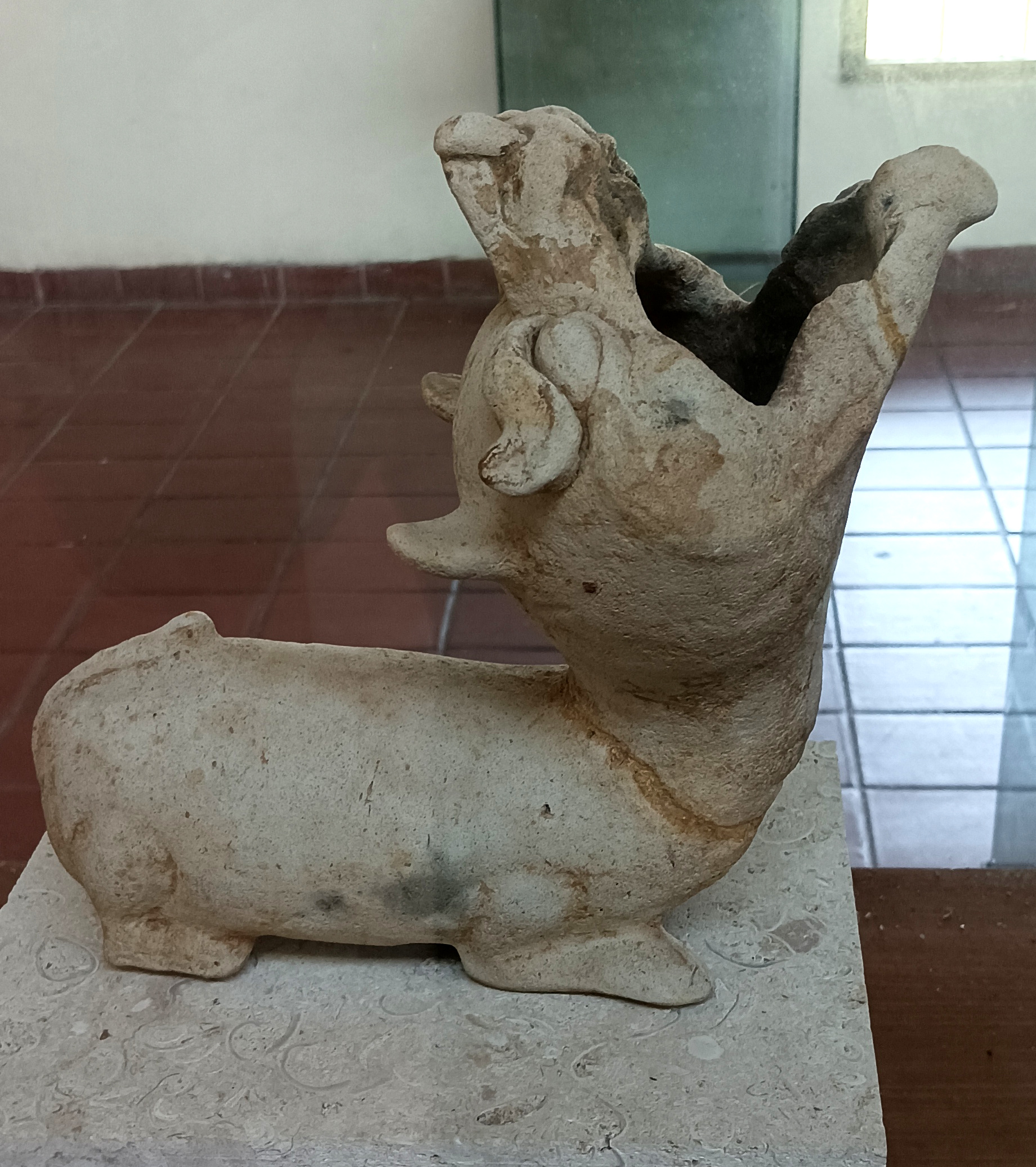
Figurine zoomorphe olmèque, probable brûle-parfum
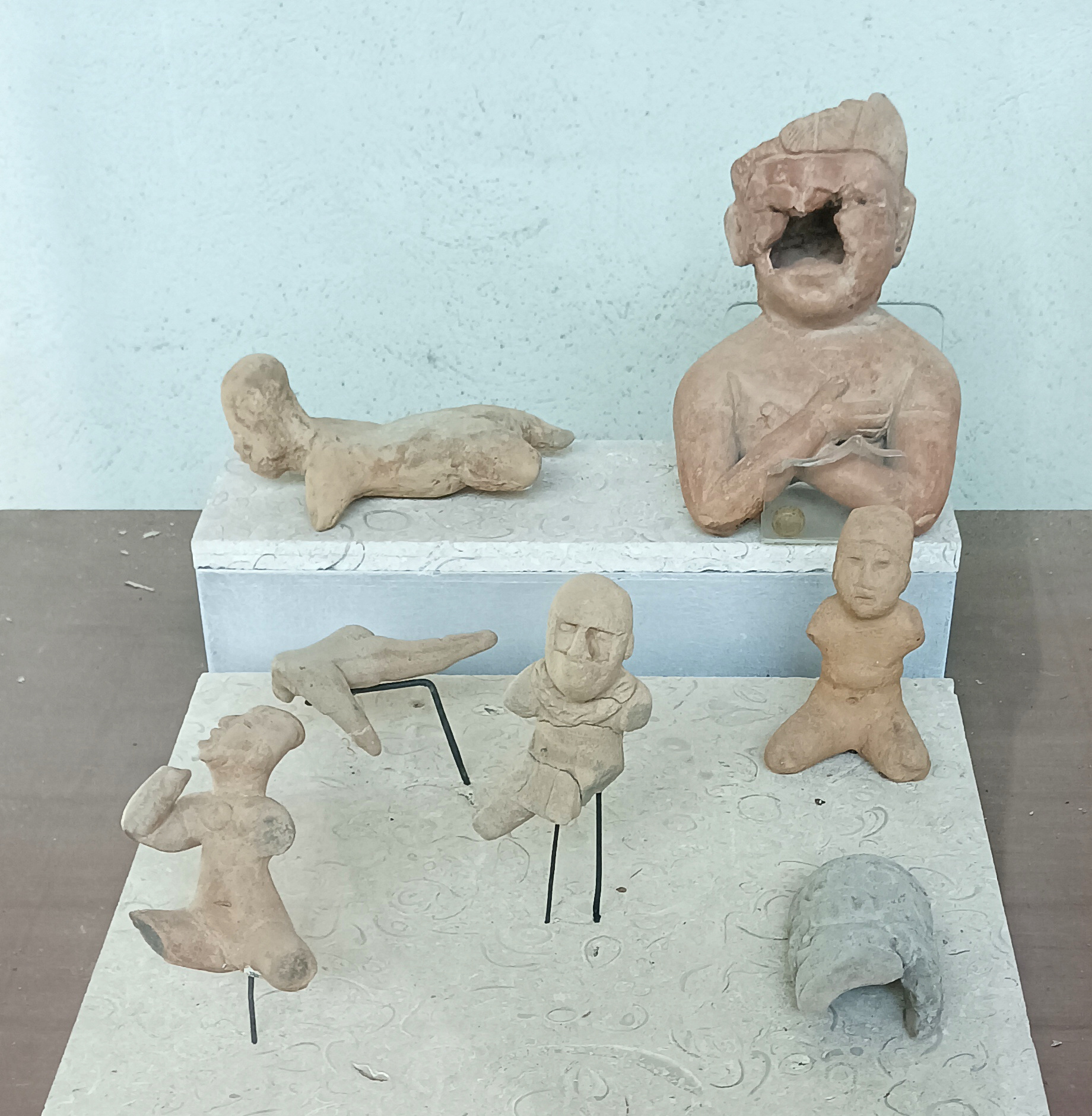
Figurines olmèques anthropomorphes
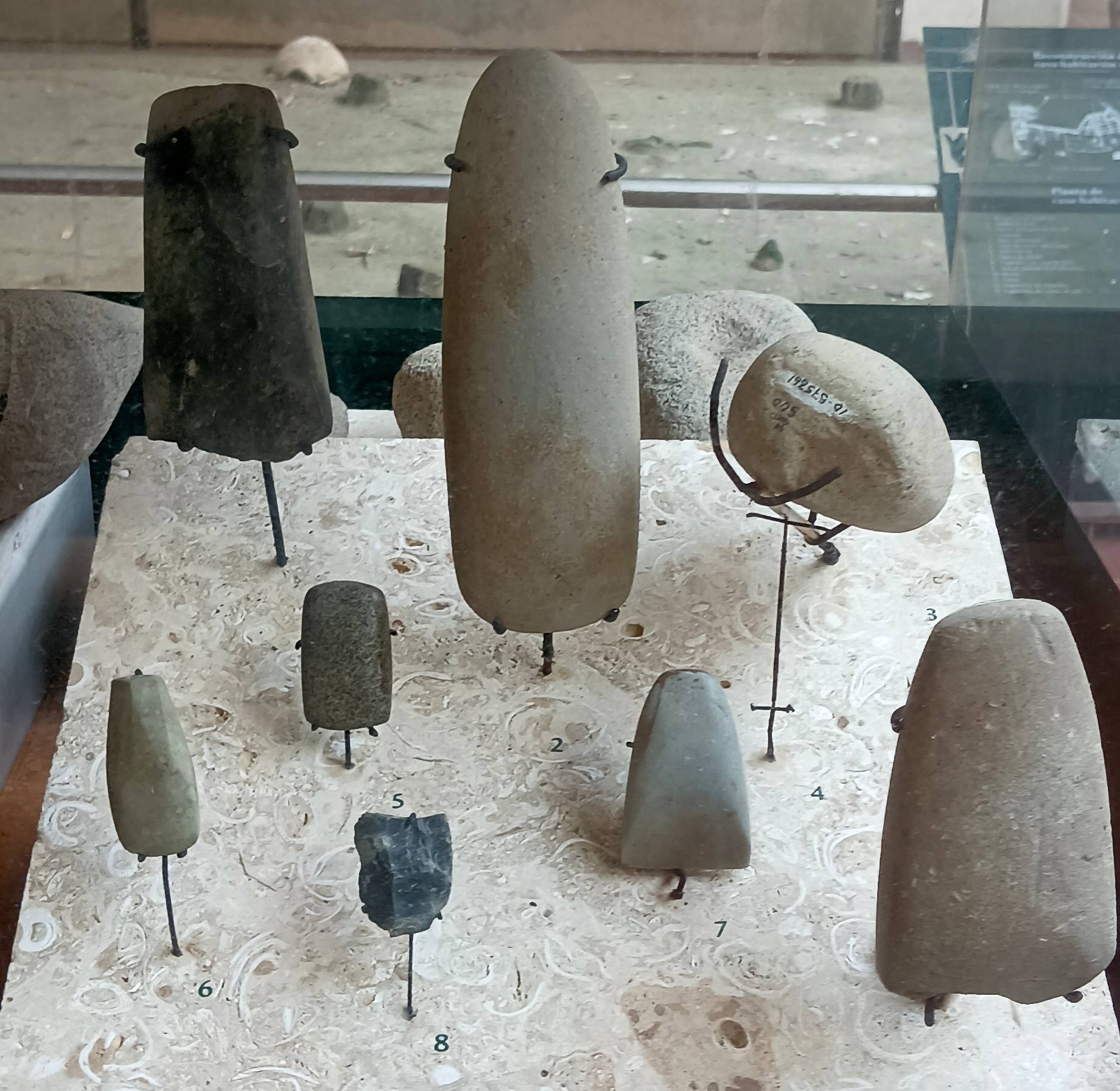
Collection de haches en pierre et autres outils de coupe
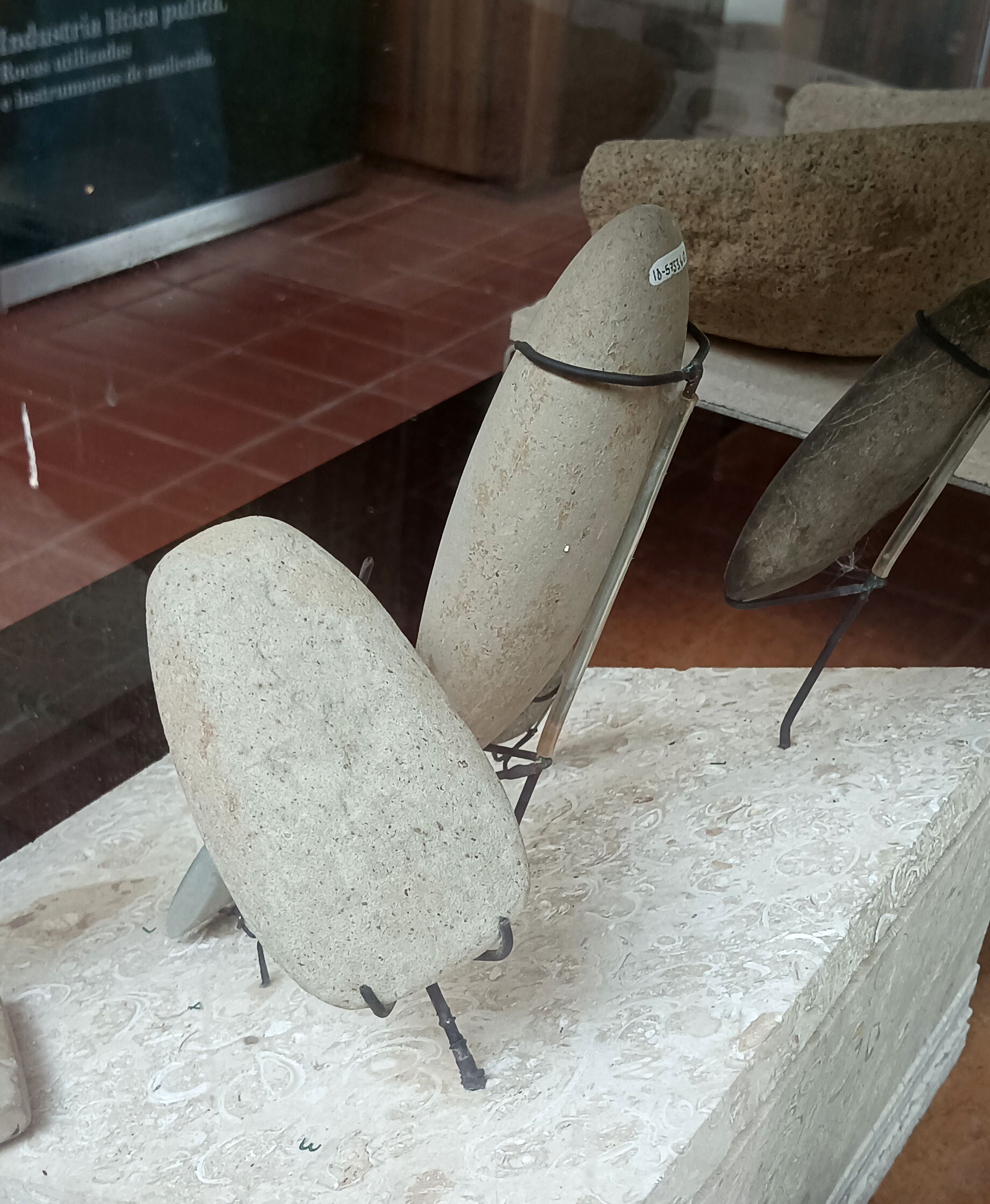
Collection de haches en pierre
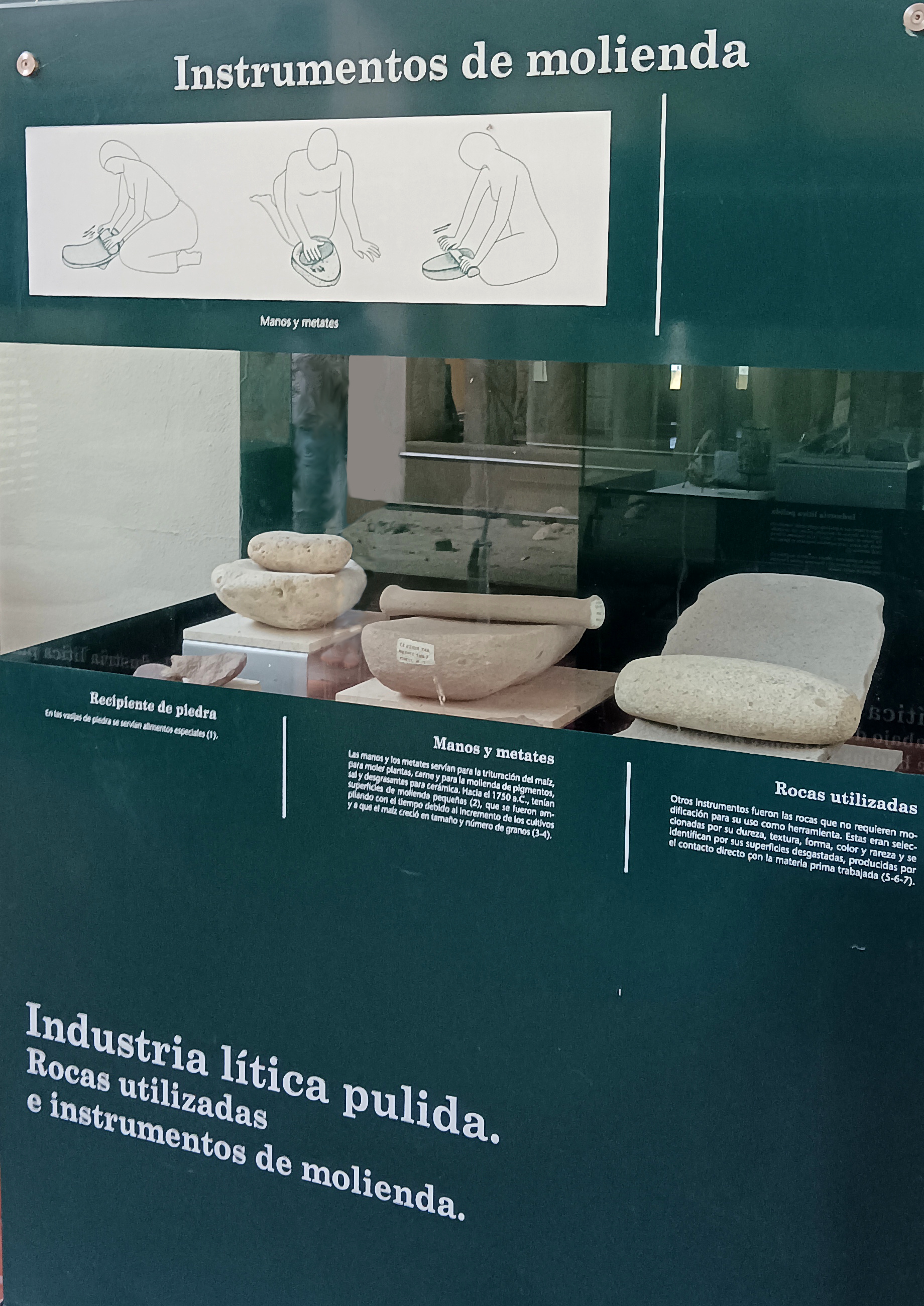
Collection de metates et outils de mouture
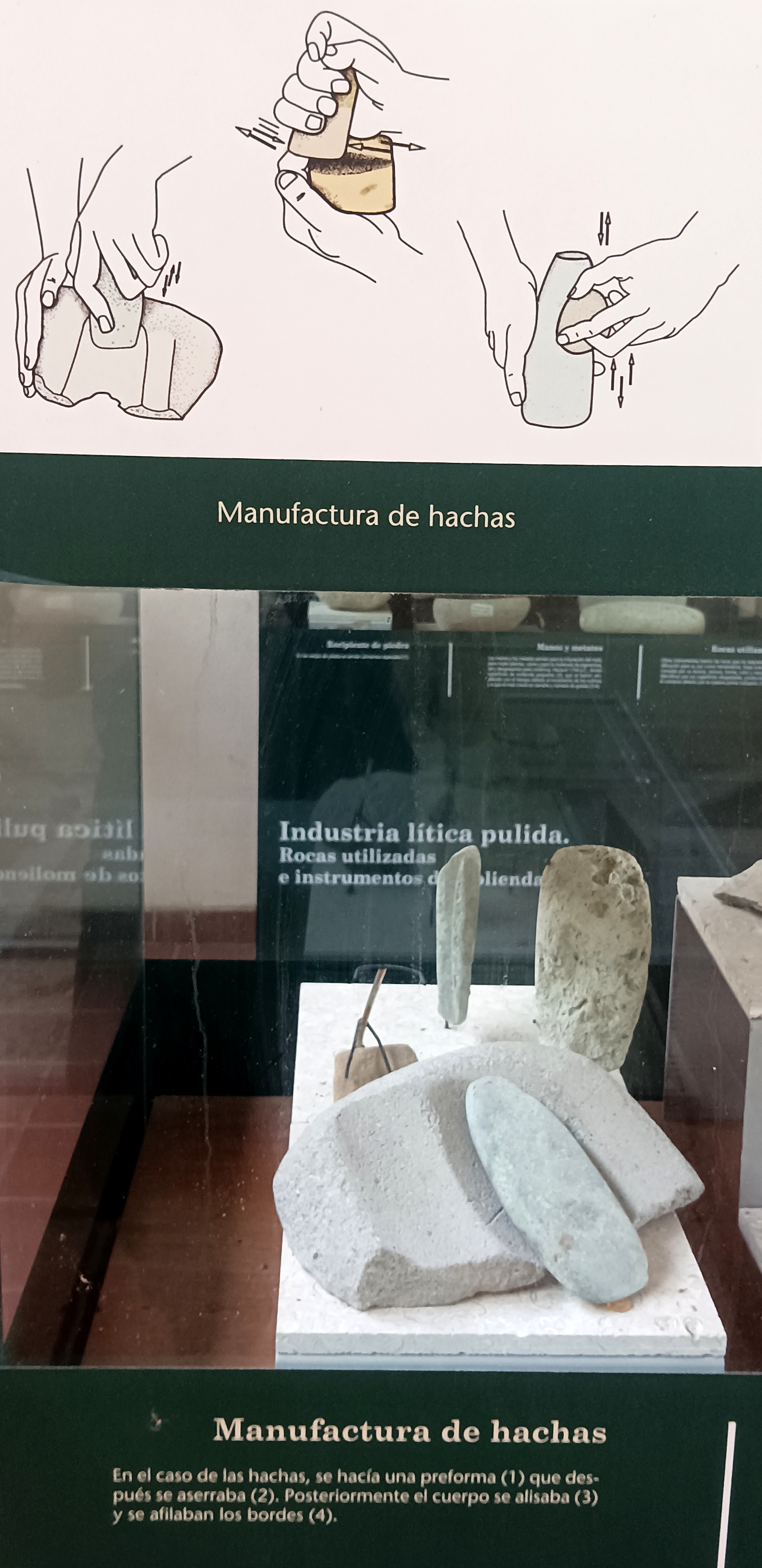
Explication de la fabrication des haches en pierre
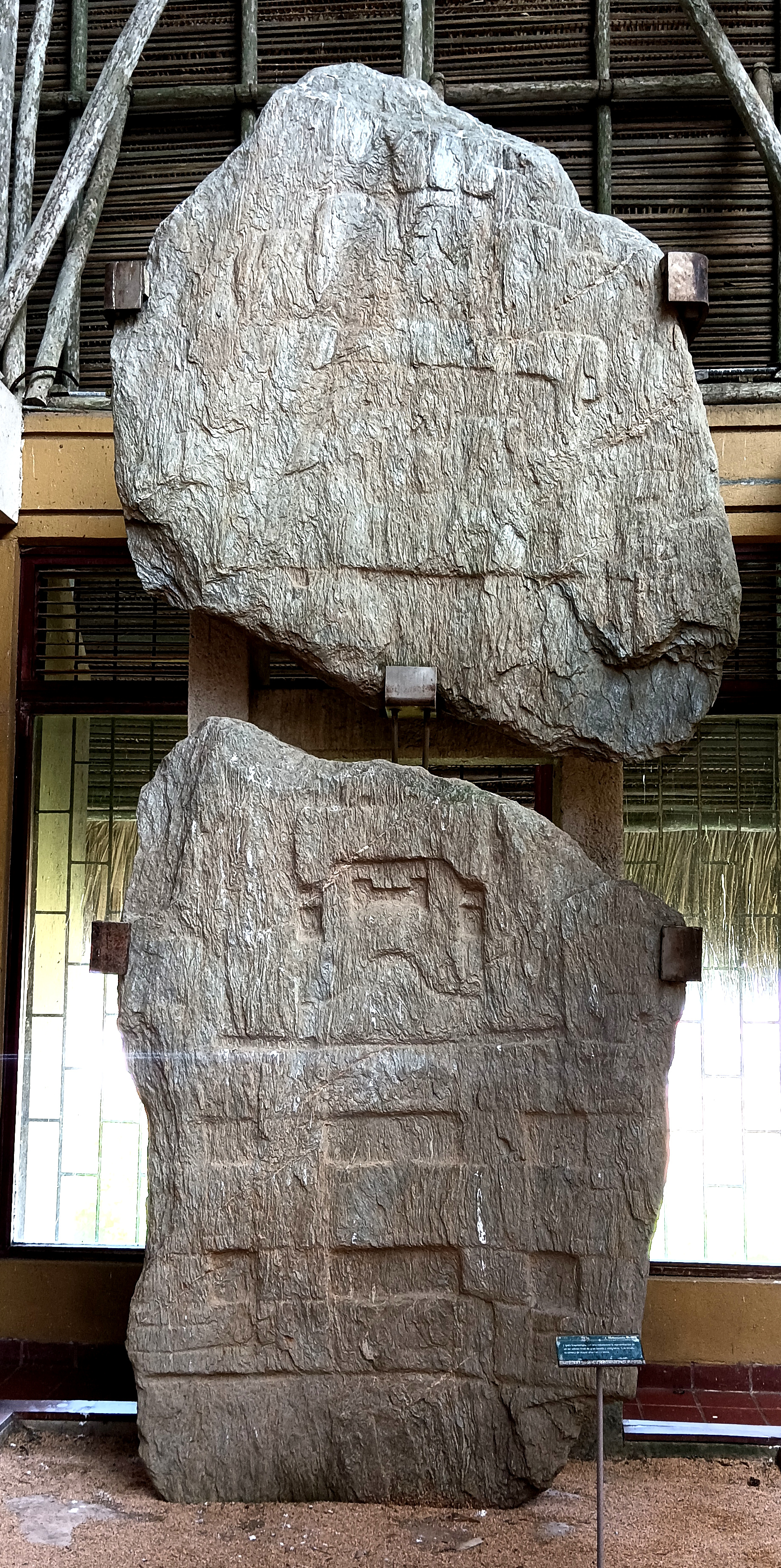
Monument 25-26
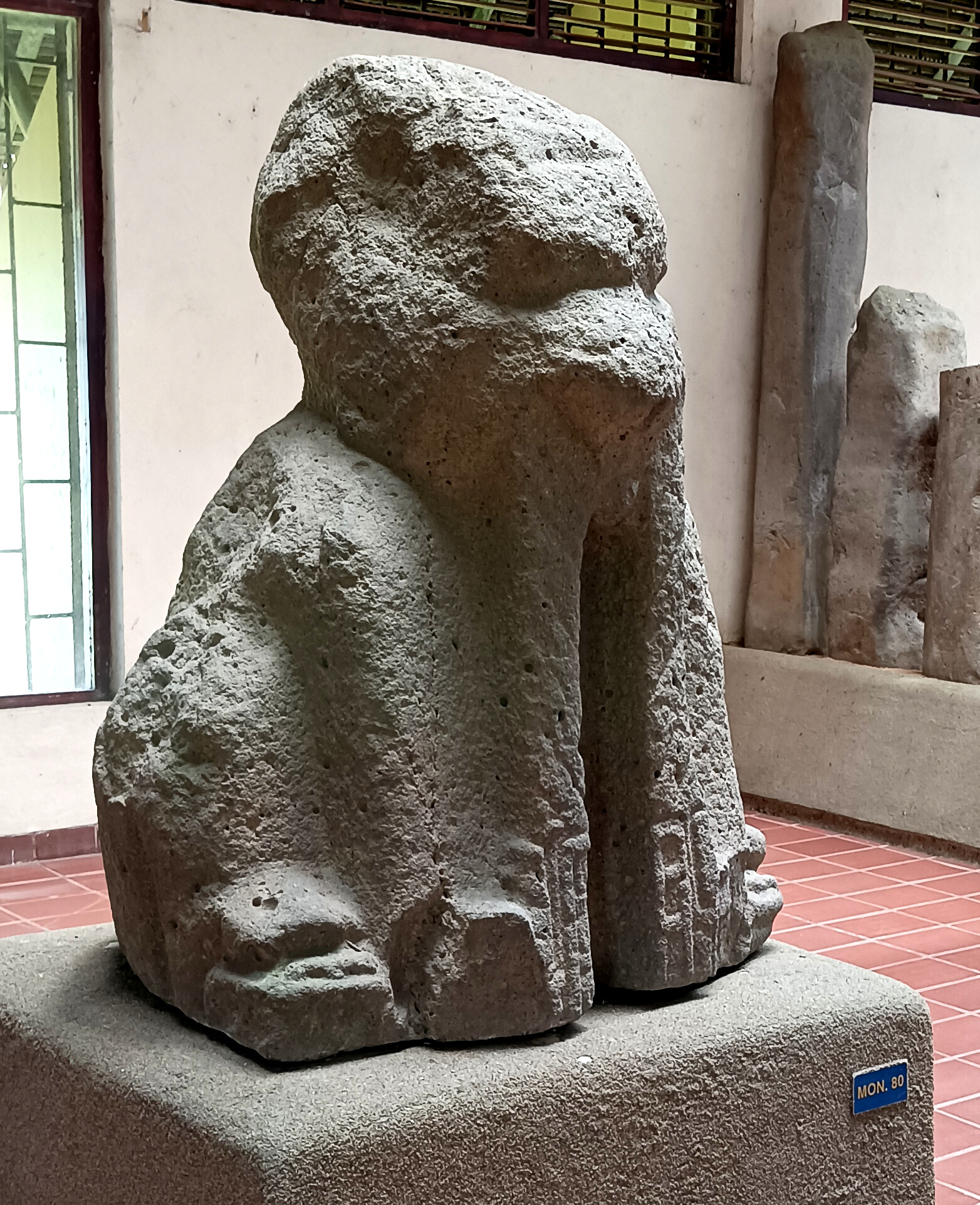
Monument 80
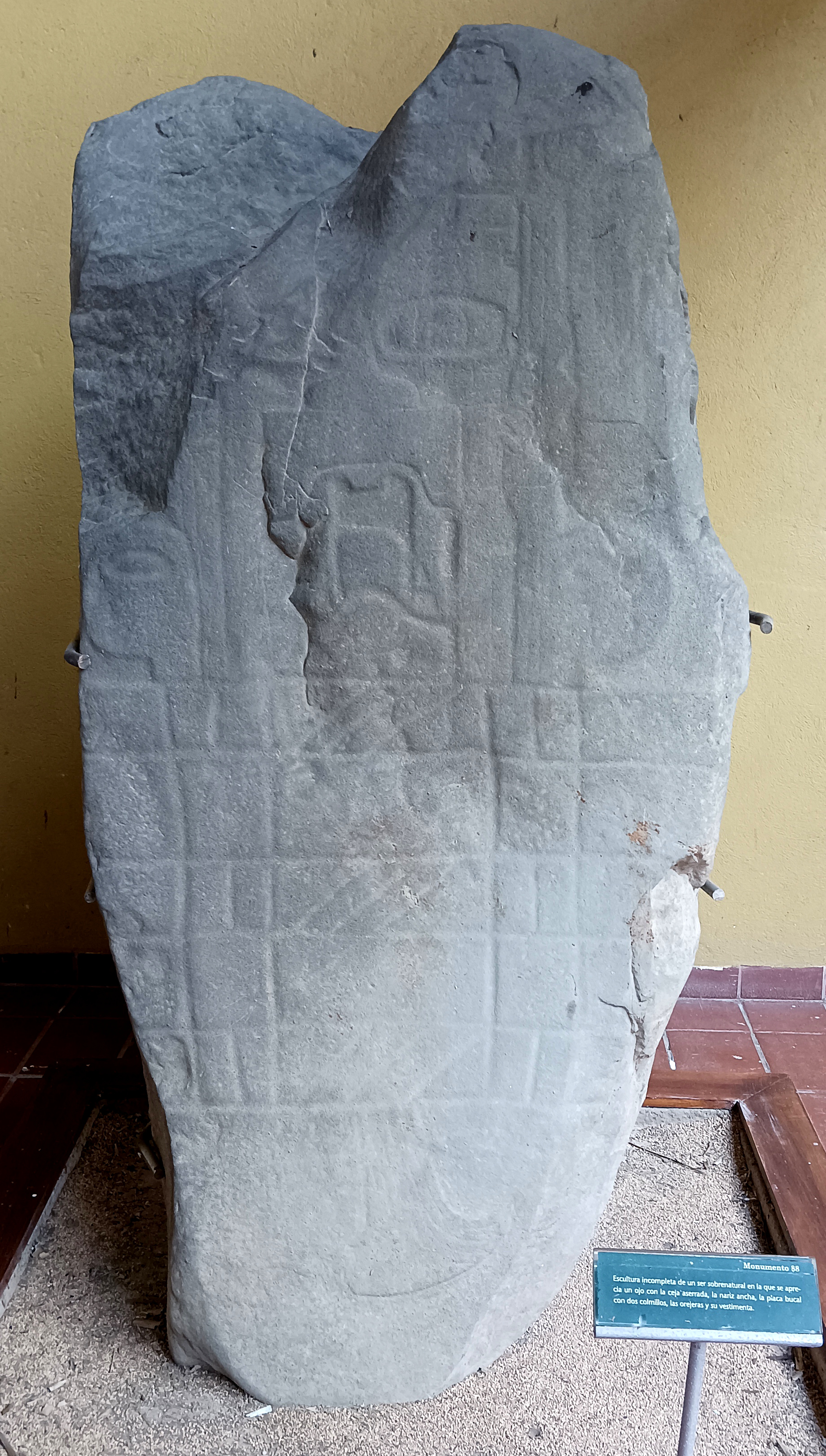
Monument 88
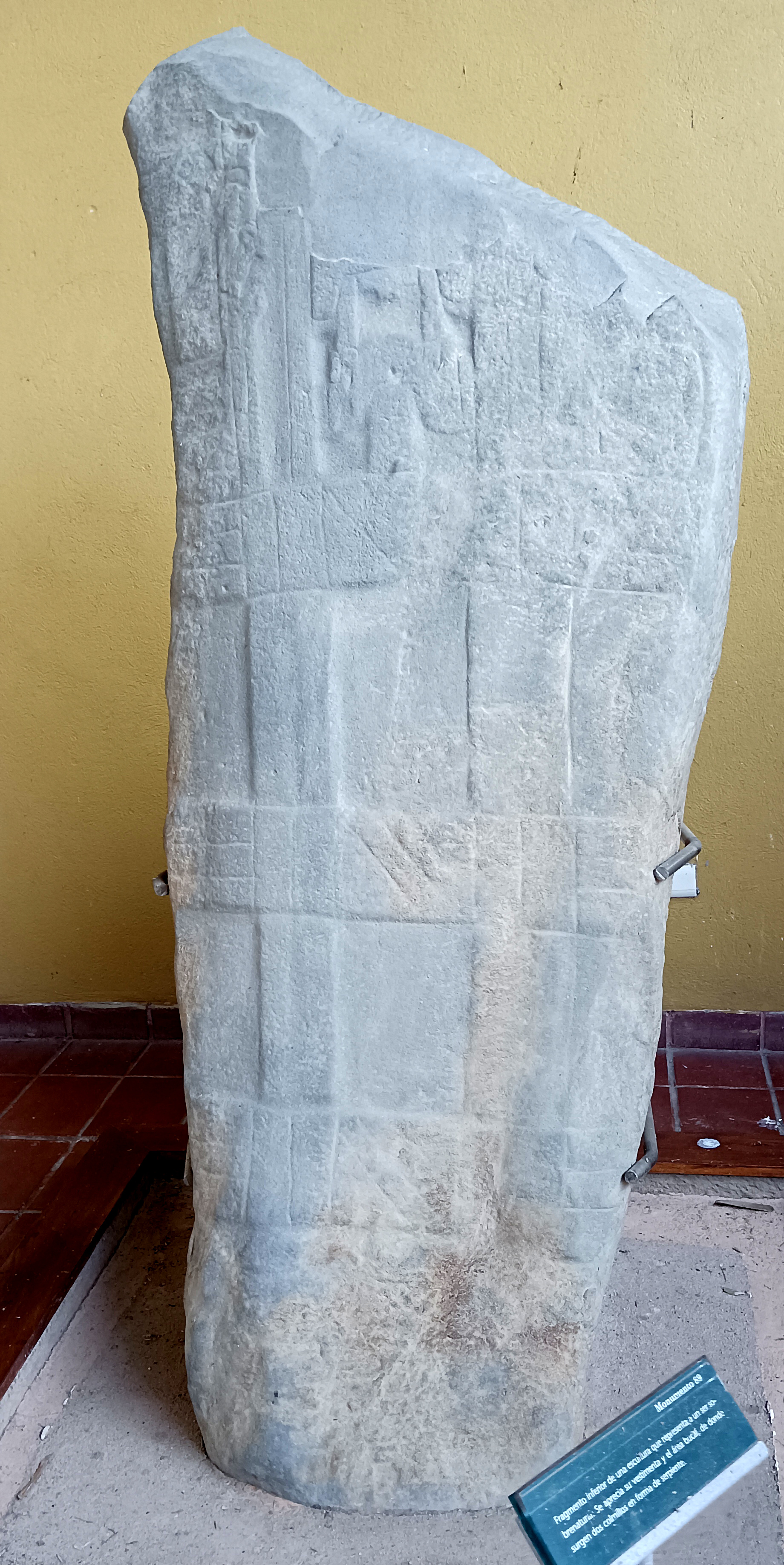
Monument 89
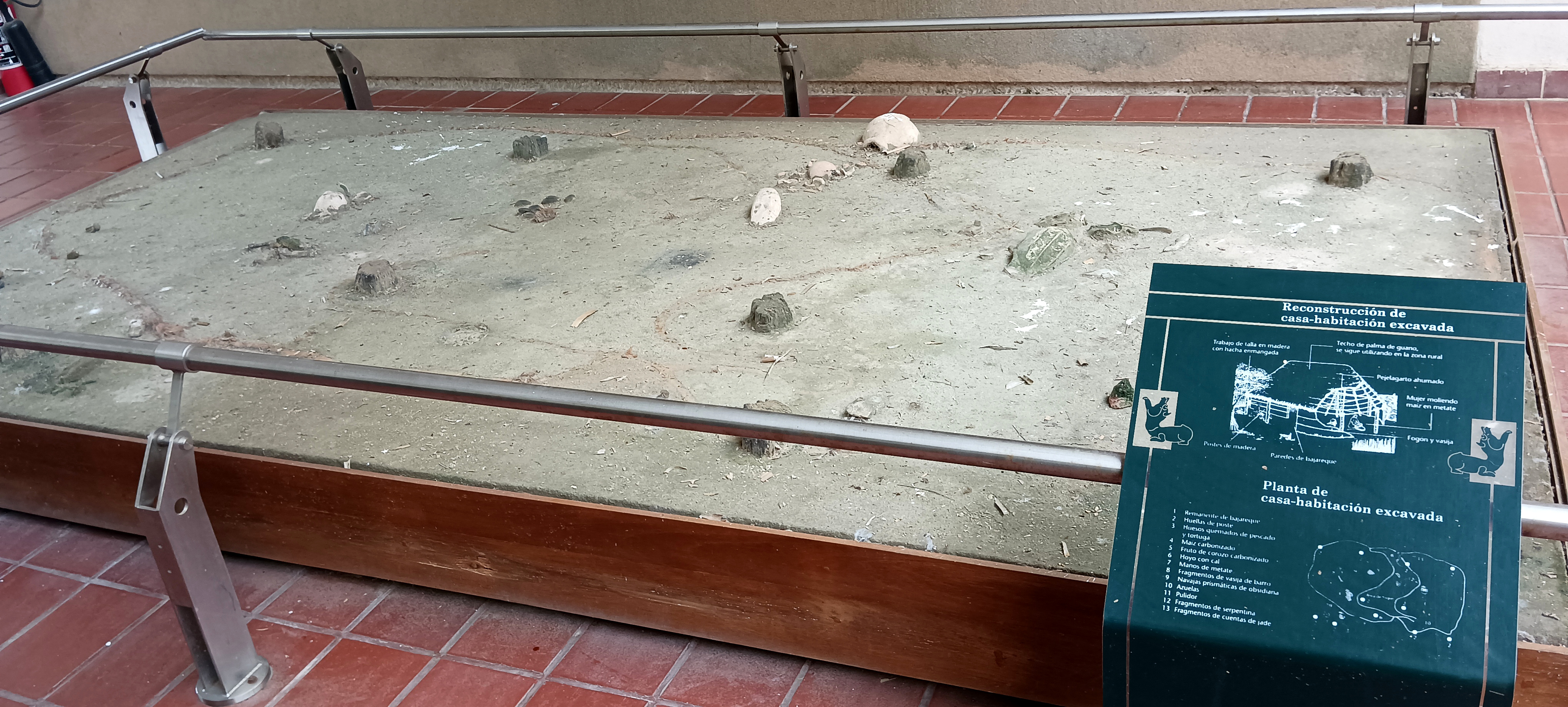
Reconstitution du plan d'une habitation olmèque
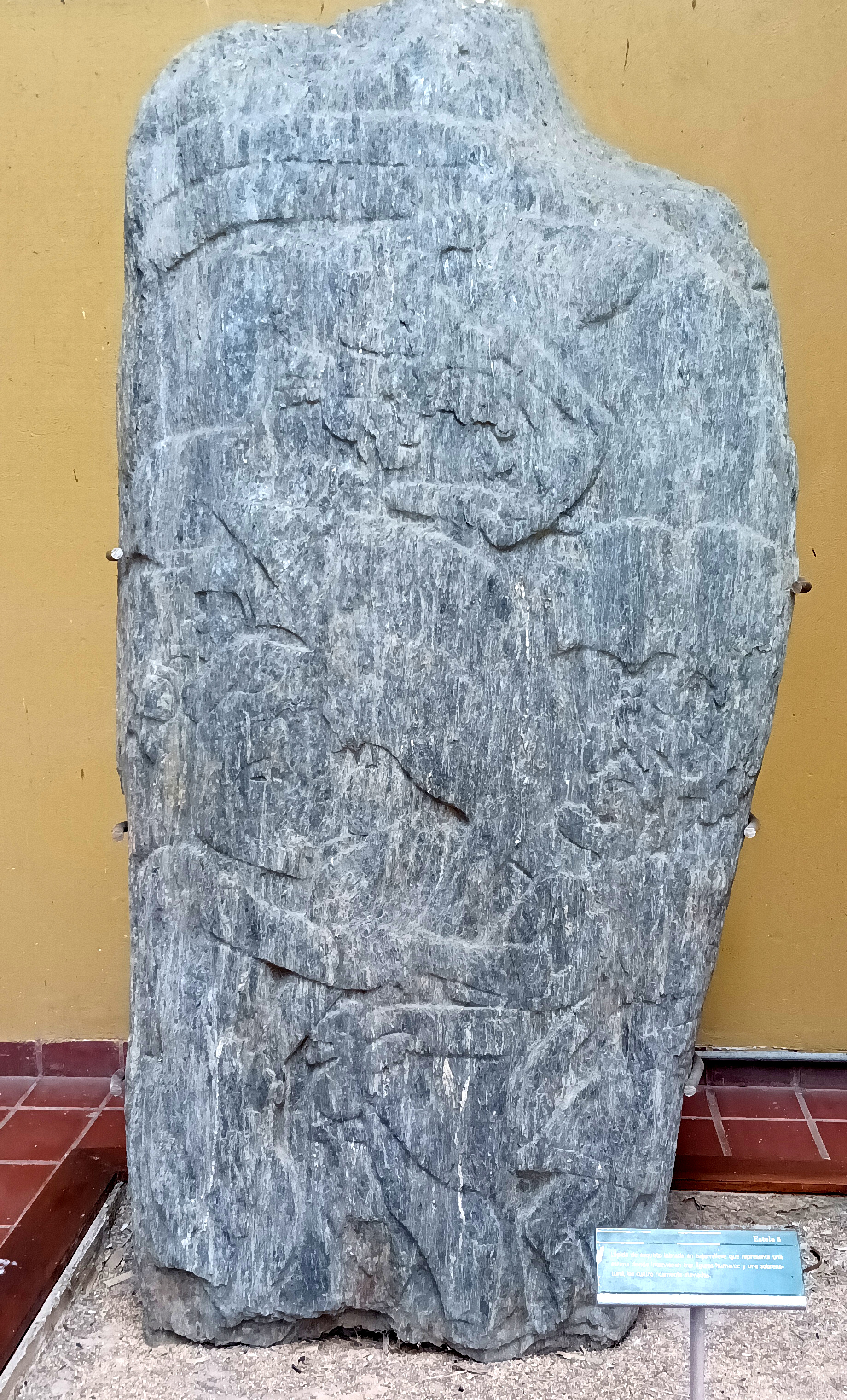
Stèle 5